# Lijst van Duitse motorfietsmerken
Hieronder een lijst van Duitse motorfietsmerken.

## Bestaande merken
- AMC - Wittlingen - houdt zich bezig met het ontwerpen en bouwen van racemotoren en uitlaatsystemen.
- BMW - Bayerische Motorenwerke AG - München - produceert van 1916 motoren.
- Boom - Sontheim - produceert sinds 1990 trikes.
- Corda - merk dat complete zijspancombinaties bouwt.
- GMR - Günther Michel Racing - houdt zich vanaf 1978 bezig met tuning van BMW-motoren
- HBJ - Hans-Gerd Reichler, Bernd Dawicki en Jesco Höckert - bouwt vanaf 1985 zijspancombinaties.
- Hesa - Meinerzhagen - bouwt specials op basis van Japanse merken.
- Horex - bouwt sinds 1923 motorfietsen, het huidige model is de 'VR6'.
- IVM - produceerde in 1998 een motorfiets
- Mallon - gespecialiseerd is in de productie van Motoball-motorfietsen, voorzien van Rotax-blokken.
- Max - Moto Guzzi-dealer en tuner die specials voor de openbare weg bouwt op basis van Moto Guzzi's.
- MBS - bouwt 600 cc wegrace-motorfietsen op basis van bestaande motorblokken.

## Historische merken
- ECA - Ing. E. Carstens, Eca motorenbau, Hamburg (1923-1924) - motormerk dat eenvoudige 142 cc tweetakten construeerde.
- Heidemann Heidemann-Werke, KG, Karl Heidemann, Hannover-Einbeck (1949-1952) - fietsenfabriek die ook lichte motorfietsen met 98- en 123 cc Sachs-blokken maakte.